# Яблунівка (Богодухівський район)
Яблуні́вка (до 1959 — Опитне) — село в Україні, у Валківській міській громаді Богодухівського району Харківської області. Населення становить 41 осіб. До 2020 орган місцевого самоврядування — Черемушнянська сільська рада.

## Географія
Село Яблунівка знаходиться біля балки Гризунів Яр, на відстані 2 км розташовані села Литвинівка і Черемушна, за 2 км проходить автомобільна дорога М03 (E40). Село знаходиться у великому лісовому масиві (дуб)

## Історія
Село засноване наприкінці XIX століття поміщиком П. Гавриловим, який придбав у цьому місці шмат землі для організації власного господарства. Звідси назва урочища — Гаврилівське. Спочатку тут містилися лише маєток поміщика та господарські приміщення. У поміщика працювали переважно мешканці з сусідніх сіл Черемушної та Литвинівки. Приблизно у 1910 році господарство придбав поміщик Харитонов. У 1918-му воно було націоналізоване. Згодом у 1923 році,коли була створена Українська сортомережа, тут почали займатися сортовипробуванням овочевих культур, а з 1925-зернових. В 1926 році російський вчений-генетик Микола Вавілов організував тут Дослідне поле, яке пізніше отримало назву Литвинівська дослідна станція. Тому серед селян ця місцина (селище) отримало назву — Опитне. Тоді ж почалося заселення селища. Протягом 1950—1970 років село забудовувалося одно-, дво- та триповерховими будинками для працівників станції.
У 1959 році село отримало нинішню назву.
У 1996 році в селі було 19 дворів і 36 мешканців. Було занедбане.
12 червня 2020 року, розпорядженням Кабінету Міністрів України № 725-р «Про визначення адміністративних центрів та затвердження територій територіальних громад Харківської області», увійшло до складу Валківської міської громади.
19 липня 2020 року, в результаті адміністративно-територіальної реформи та ліквідації Валківського району, село увійшло до складу Богодухівського району.

## Населення

### Мова
Розподіл населення за рідною мовою за даними перепису 2001 року:
| Мова       | Кількість | Відсоток |
| ---------- | --------- | -------- |
| українська | 38        | 92.68%   |
| російська  | 3         | 7.32%    |
| Усього     | 41        | 100%     |